# Wolfgang Farke
Wolfgang Farke (* 2. Dezember 1945 in Berlin-Charlottenburg) ist ein deutscher Jurist. Er war von 2005 bis 2010 Präsident des Brandenburgischen Oberlandesgerichtes.

## Leben

### Ausbildung
Wolfgang Farke wurde in Berlin geboren und wuchs nach dem Umzug der Familie in das heimatliche Westfalen in Hamm auf. Er besuchte dort die Schule und absolvierte am dortigen Gymnasium Hammonense im Jahr 1965 das Abitur. Danach studierte er Rechtswissenschaften an den Universitäten Freiburg und Münster und leistete seine Referendarzeit in Hamm ab.
Farke wurde 1974 an der Universität Münster zum Dr. jur. promoviert. Er verfasste als wissenschaftlicher Mitarbeiter am Institut für Berg- und Energierecht in Münster seine Dissertation aufgrund des damaligen Untergangs des heimischen Steinkohlenbergbaus mit einem Beitrag über die Neuordnung des Ruhrbergbaus zu dem Thema Öffentliche Bedeutung privater Wirtschaftsunternehmen und Sozialpflichtigkeit des Eigentums. Er legte 1974 auch das zweite Staatsexamen erfolgreich ab.

### Berufsweg
Farke trat nach den bestandenen Staatsexamina in den richterlichen Dienst des Landes Nordrhein-Westfalen und wurde im Dezember 1974 zunächst Richter am Landgericht Hagen. Er wechselte 1982 an das Oberlandesgericht Hamm, wo er bis 1990 tätig war. Am Landgericht sowie Oberlandesgericht war er zugleich auch als Dezernent in der Gerichtsverwaltung eingesetzt.
Nach der Wiedervereinigung wechselte er Anfang Januar 1991 als einer der ersten Bediensteten des Landes Nordrhein-Westfalen im Rahmen des Aufbaus Ost per Abordnung an das Ministerium der Justiz des Landes Brandenburg. Im Ministerium war er als Referatsleiter für die Überführung der aus der DDR übernommen und neu eingestellten Justizbeschäftigen in ein Beamtenverhältnis bzw. eine tarifrechtliche Eingruppierung verantwortlich. Ein weiterer Schwerpunkt seiner Arbeit im Ministerium war die Zulassung von Juristen aus Ost und West zur Rechtsanwaltschaft, die Rechtmäßigkeitsprüfung der Rechtsanwaltszulassung aus DDR-Zeiten und die Neuorganisation des Notarwesens im Land Brandenburg.
Am 1. Dezember 1993 wechselte Farke als Vorsitzender des vornehmlich für Amtshaftungssachen, Grundstückssachen und Verkehrsunfallsachen zuständigen Zweiten Senats des zu diesem Zeitpunkt neu errichteten Brandenburgischen Oberlandesgerichtes.
Im Mai 1999 wurde Farke zum Vizepräsidenten und im Mai 2005 als Nachfolger von Peter Macke zum Präsidenten des Brandenburgischen Oberlandesgerichtes ernannt. Zum 31. Dezember 2010 trat er in den Ruhestand. Ihm folgte als Oberlandesgerichtspräsident der bisherige Vizepräsident Wolf Kahl. Neben seiner richterlichen Tätigkeit übernahm Farke juristische Lehraufträge, unter anderem im Fachbereich Informatik und Medien der Fachhochschule Brandenburg. Die Fachhochschule ernannte ihn am 14. Oktober 2003 zu einem der ersten Honorarprofessoren.
Er ist verheiratet und hat eine erwachsene Tochter sowie einen erwachsenen Sohn.

## Veröffentlichungen (Auswahl)
- Öffentliche Bedeutung privater Wirtschaftsunternehmen und Sozialpflichtigkeit des Eigentum: ein Beitrag Neuordnung des Steinkohlenbergbaus an der Ruhr. Heymann, 1973, ISBN 978-3-452-17683-7.